# Halmstads, Varbergs, Laholms, Falkenbergs och Kungsbacka valkrets
Halmstads, Varbergs, Laholms, Falkenbergs och Kungsbacka valkrets var vid riksdagsvalen till andra kammaren 1866–1875 en egen valkrets med ett mandat. Valkretsen, som omfattade städerna Halmstad, Varberg, Laholm, Falkenberg och Kungsbacka men inte den omgivande landsbygden, avskaffades vid riksdagsvalet 1878 då Halmstad övergick till Halmstads och Ängelholms valkrets medan de övriga städerna bildade hela länet bildade Laholms, Falkenbergs, Varbergs och Kungsbacka valkrets.

## Riksdagsmän
- Oscar Alströmer, min 1867 (1867–1872)
- Bernhard Santesson (1873–1875)
- Magnus Lundberg (1876–1878)